# Helixe
Helixe  — американская компания, принадлежавшая THQ. Занималась разработкой компьютерных игр в жанре Action, преимущественно для портативных консолей Nintendo (Game Boy Advance, Nintendo DS). Была основана в июле 2000 года Рафаэлем Баптиста (англ. Rafael Baptista) и Кёртом Бикинбэчем (англ. Kurt Bickenbach). Она состояла из трёх отделов, занимавшихся разработкой игр, и была закрыта в конце 2008 года из-за последствий мирового финансового кризиса, вместе с другими дочерними компаниями THQ.
Впоследствии, в феврале 2009 года бывшие сотрудники Helixe основали другую компанию, которая получила название DoubleTap Games.

## Выпущенные игры
Game Boy Advance
- Rocket Power: Dream Scheme (2001)
- Wild Thornberrys: Chimp Chase (2001)
- Rocket Power: Beach Bandits (2002)
- Scooby-Doo: The Motion Picture (2002)
- Star Wars: The New Droid Army (2002)
- Fairly Odd Parents: Breakin' Da Rules (2003)
- Tak and the Power of Juju (2003)
- The Adventures of Jimmy Neutron, Boy Genius: Jet Fusion (2003)
- Fairly Odd Parents: Shadow Showdown (2004)
- Tak 2: Staff of Dreams (2004)
- The Incredibles (2004)
- The Incredibles: Rise of the Underminer (2004)
- Cars (2006)[5]

Nintendo DS
- The Incredibles: Rise of the Underminer (2005)
- Cars (2006)
- Ratatouille (2007)
- Ratatouille: Food Frenzy (2007)
- WALL-E (2008)